# S. – Das Schiff des Theseus
S. – Das Schiff des Theseus ist ein experimenteller Roman von Doug Dorst nach einer Konzeption von J. J. Abrams.
Die beiden Autoren entwickelten mit diesem Roman ein raffiniertes Spiel mit mehrstimmig ineinander geschachtelter, fiktiver Autor-, Herausgeber- und Leserschaft. Dem äußeren Anschein nach liegt den realen Lesern ein gebrauchtes, 1949 erschienenes Buch aus einer Leihbibliothek vor, angeblich das Werk eines V. M. Straka, von einem fiktiven Übersetzer aus dem Tschechischen ins amerikanische Englisch übersetzt und mit einem Vorwort und vielen erläuternden Fußnoten versehen.
Die Romanhandlung selbst dreht sich um die Suche des Titelhelden „S.“ nach seiner Identität und persönlichen Geschichte. Daneben bietet das Buch einen Roman im Roman: über die Seiten des Werks sind unzählige handschriftliche Anmerkungen zweier ebenfalls fiktiver Leser verteilt, die sich in einer Art analogem Chat über ihre Lektüre-Erfahrungen, ihre Recherchen zur Identität des angeblichen Verfassers sowie über ihre persönlichen Gefühle und ihre Beziehung austauschen, die außerdem zur gegenseitigen Information verschiedene Materialien – Zettel, Briefe, Postkarten usw. – im Buch hinterlassen.

## Handlung
Der Roman besteht aus mehreren Handlungsebenen. Das Buch in gedruckter Form ist der letzte Roman Das Schiff des Theseus des fiktiven, geheimnisvollen Autors V. M. Straka, übersetzt von F. X. Caldeira und veröffentlicht im Jahr 1949. Es ist gegliedert in zehn Kapitel und ein „Zwischenspiel“. Protagonist ist ein Mann namens S., der sein Gedächtnis verloren hat und nun seine Identität sucht. Anfangs trifft er eine geheimnisvolle Frau namens Sola, die ihn zu kennen scheint. Noch bevor er von ihr etwas über seine Identität erfahren kann, wird er schanghait und findet sich auf einer Schebecke wieder, deren Besatzung zugenähte Münder hat und deren Bauteile im Laufe der Handlung komplett, wenngleich schlecht erneuert werden (das titelgebende Schiff des Theseus, ein Problem der antiken Philosophie). Bei einem Fluchtversuch gerät er in einen Streik in der Fabrik des Rüstungsunternehmers Vévoda. S. glaubt, Sola in der Menge zu erkennen, kann sie aber nicht erreichen. Vévodas Agenten gehen gewalttätig gegen die Demonstranten vor, einer deponiert schließlich eine Bombe in der Menge. Das Attentat wird einer Gruppe von Aktivisten angehängt, denen S. sich angeschlossen hat. Sie fliehen in die Berge und durch ein Höhlensystem, dessen Wände mit Zeichnungen einer untergegangenen Kultur bedeckt sind. Bei der Flucht kommen alle seine Freunde ums Leben (erst später erweist sich, dass einer überlebt hat) und S. kann sich nur durch einen Sprung ins Meer retten. Dort wird er von dem rätselhaften Schiff aufgenommen, auf dem anscheinend die Zeit langsamer vergeht als er in der Außenwelt. Er wird in eine orientalische Hafenstadt gebracht, die kurz darauf bombardiert wird. Dort erhält S. einen Koffer mit Giften und Akten über verschiedene Personen, die alle im Dienst Vévodas zu stehen scheinen. S. kehrt auf das Schiff zurück und passt sich dem Leben an Bord an: Er näht sich die Lippen zu und betreibt eine Art von automatischem Schreiben. Von nun geht er auf zahlreiche Missionen, bei denen er Vévodas Agenten und Mitarbeiter ermordet. Die letzte Mission führt in dessen Hauptquartier, ein Chateau an der mediterranen Pyrenäenküste. Die Gäste dort trinken einen schwarzen Wein, der anscheinend aus dem Leid der Opfer von Vévodas Verbrechen gekeltert wird. S. tötet Vévoda nicht, sondern stellt ihn nur vor seinen Gästen bloß. Dann fährt er mit Sola auf dem Schiff davon. Sie sehen ein anderes Schiff mit zwei Menschen am Steuer, können aber nicht erkennen, wer sie sind.
Zu diesem Roman gibt es Paratexte in Gestalt eines Vorworts und von Fußnoten des ebenfalls fiktiven Herausgebers und Übersetzers F. X. Caldeira. Er problematisiert die Identität Strakas, von dem es außer seinen insgesamt 19 Romanen anscheinend keinerlei Fotos oder gesicherte Informationen gibt. Caldeira referiert verschiedene Thesen, wer in Wahrheit hinter dem Pseudonym stecken könnte. In den Fußnoten werden Bezüge zu anderen Werken Strakas hergestellt, Kommentare zur Romanhandlung gegeben und die literarische Rezeption Strakas diskutiert. Diese Texte erscheinen oft erratisch und unangemessen.
Eine dritte Romanebene besteht aus den Dialogen, die zwei Leser des Romans handschriftlich auf den breiten Stegen des Satzspiegels führen. Der Dialog spinnt sich in mehreren Abfolgen durch das Buch und ist daher in verschiedenen Schriftfarben gehalten, um diese Zeitebenen auseinanderhalten zu können. Eric ist ein gescheiterter Doktorand an der (fiktiven) Pollard State University, der ein Tonband aufgetan hat, das die wahre Identität Strakas belegen soll. Es wurde ihm aber von seinem Doktorvater Professor Moody gestohlen, der seinerseits eine Veröffentlichung über Straka vorbereitet. Daraufhin erlitt Eric eine psychische Krise und durfte anschließend den Universitätscampus nicht mehr betreten, was er aber weiterhin tut. Er hat das Buch vor langen Jahren aus der Bibliothek seiner Highschool gestohlen und erste Unterstreichungen angebracht. Um ungestört damit arbeiten zu können, hat er es an einer entlegenen Stelle der Bibliothek deponiert. Dort findet es die Studentin Jen, die Schwierigkeiten hat, ihr Studium zu beenden und von Moodys Assistentin Ilsa schikaniert wird. Ilsa hatte vorher eine Affäre mit Eric. Jen und Eric tauschen Überlegungen über das Buch und Strakas wahre Identität aus und kommen sich dabei inhaltlich und auch erotisch näher. Sie entdecken, dass F. X. Caldeira eine Frau ist, die unglücklich verliebt in Straka war und mit ihm über einen Code kommuniziert, der in den irritierenden Fußnoten verborgen ist. Anscheinend stammt das letzte Kapitel des Romans von ihr und nicht von Straka. Jen und Eric erkennen, dass die Gruppe, mit der S. sich bei dem Streik angefreundet hat, verschlüsselt die reale Gruppe von Linksradikalen namens „Das S.“ darstellt, die den skrupellosen Industriellen Hermès Bouchard literarisch und politisch bekämpfen, der im Roman als Vévoda auftaucht. Zu den Kernmitgliedern diese Gruppe gehören die Schriftsteller, die Caldeira als mögliche Kandidaten für Strakas wahre Identität aufgelistet hat. Schließlich scheint es in der Gruppe zu Verrat und Seitenwechsel gekommen zu sein: Jen fühlt sich verfolgt und vermutet dahinter eine zweite Gruppe, „Das neue S.“, die bis in die Gegenwart aktiv ist. Gänzlich vermögen beide die verschiedenen Rätsel nicht aufzuklären, doch schafft es Jen, ihr Studium abzuschließen, und Professor Moodys illegale Machenschaften fliegen auf.  Das Buch endet mit Jens handschriftlicher Notiz: „Hey, klapp das Buch zu. Komm rein u. bleib bei mir“. Darunter steht in Erics Handschrift „OK“; er hat es aber wieder durchgestrichen.
Dem Buch liegen auf einer vierten Ebene Materialien wie Postkarten, Briefe, Landkarten und Zeitungsartikel bei, die weitere Hintergrundinformationen zum Roman und zu Strakas Identität geben. Mit einer „Eötvös-Scheibe“ kann der Leser den Code des letzten Kapitels lösen.

## Außerhalb des Buches
Im Internet wurden nach und nach zusätzliche Informationen um den Roman und die Identität der Personen veröffentlicht mit weiteren Hinweisen zu den ungelösten Rätseln. So verweist eine Twitter-Nachricht des Autors Dorst auf einen Tumblr-Post mit einem alternativen Ende. Es gab einige Podcasts von „Radio Straka“, die allerdings seit 2021 nicht mehr verfügbar sind, sowie die Website „Dossier of V. M. Straka“ mit vielen Hintergrundinformationen.

## Pressestimmen
- „Als hätten Franz Kafka und Karl May nach einer durchzechten Nacht gemeinsam einen Abenteuerroman geschrieben.“ (Nicolas Freund/Süddeutsche Zeitung).[5]
- „J. J. Abrams und Doug Dorst zeigen in ihrem prächtigen Verwirrspiel S. – Das Schiff des Theseus die Grenzen des E-Book-Universums auf.“ (Tilman Spreckelsen/Frankfurter Allgemeine Zeitung).[5]
- „Was Dorst mit Straka macht, ist atemberaubend; was er mit Eric und Jen macht, ist virtuose Textarbeit; was er mit Schiff des Theseus macht, ist eines Daedalus, eines Ovid und eines Poe würdig.“[6]

## Textausgaben
- J. J. Abrams, Doug Dorst: S. Mulholland Books/Little, Brown, New York 2013, ISBN 978-0-316-20164-3.
  - deutsche Ausgabe: S. – Das Schiff des Theseus. Aus dem amerikanischen Englisch von Tobias Schnettler und Bert Schröder. Kiepenheuer & Witsch, Köln 2015, ISBN 978-3-462-04726-4.